# Rosići
Rosići es un pueblo ubicado en la municipalidad de Kosjerić, en el distrito de Zlatibor, Serbia.

## Superficie
Posee una superficie de 17,08 kilómetros cuadrados.

## Demografía
Hasta 2011 la población era de 217 habitantes, con una densidad de población de 12,70 habitantes por kilómetro cuadrado.